# Raïon de Kakhovka
Le raïon de Kakhovka (en ukrainien : Каховський район) est l'un des cinq raïons composant l'oblast de Kherson, dans le sud de l'Ukraine. Son chef-lieu est Nova Kakhovka.

## Géographie
Le raïon de Kakhovka est entièrement situé sur la rive gauche du Dniepr le long du réservoir de Kakhovka. Il est bordé au sud par les marais et les lagunes du Syvach qui le séparent de la Crimée.

## Population
Le raïon de Kakhovka a une superficie de 6 395 km2 et une  population de 225 000 habitants.

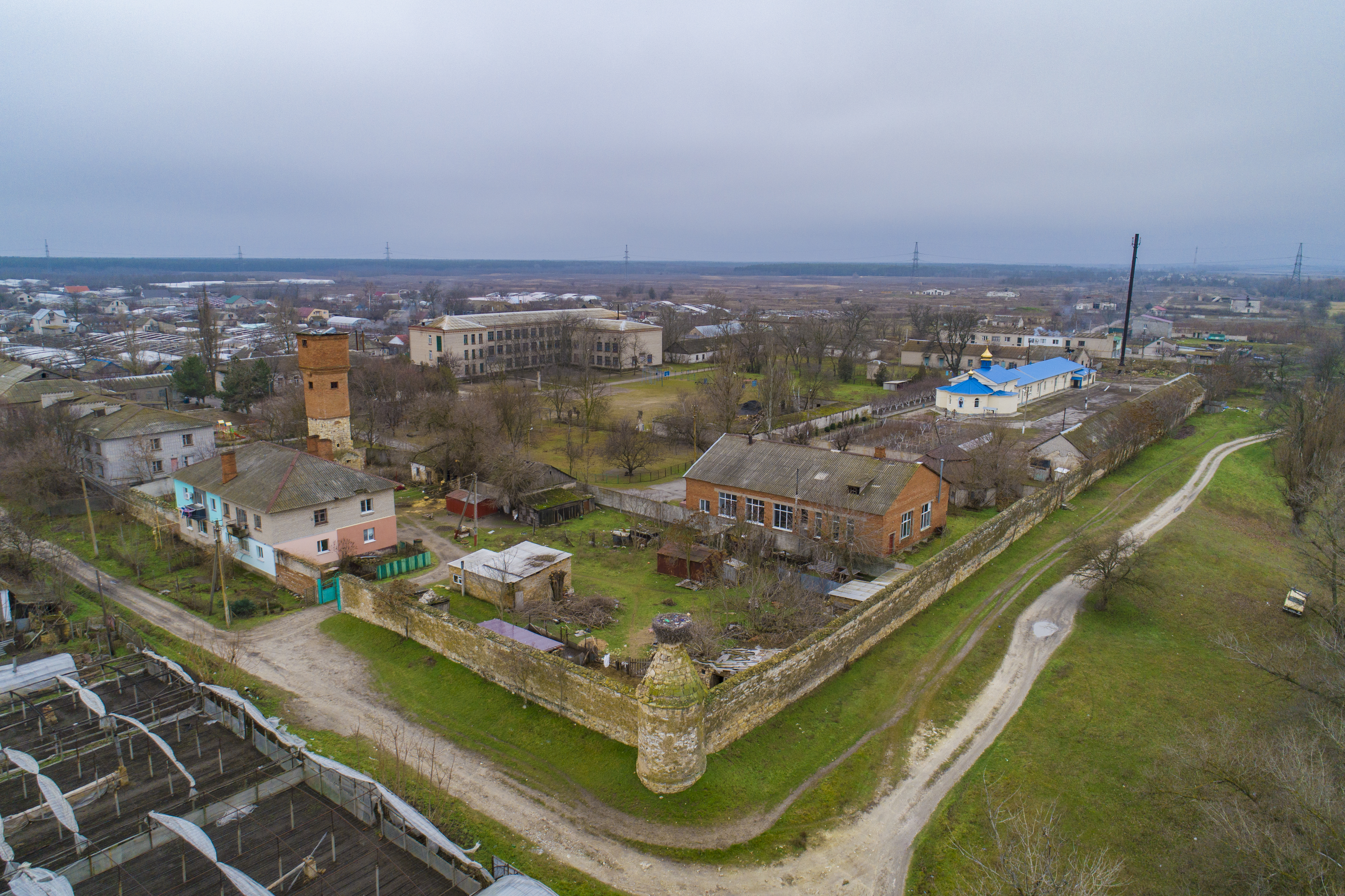
Monastère de Korsoun
Manoir Troubetskoï, classé[2]
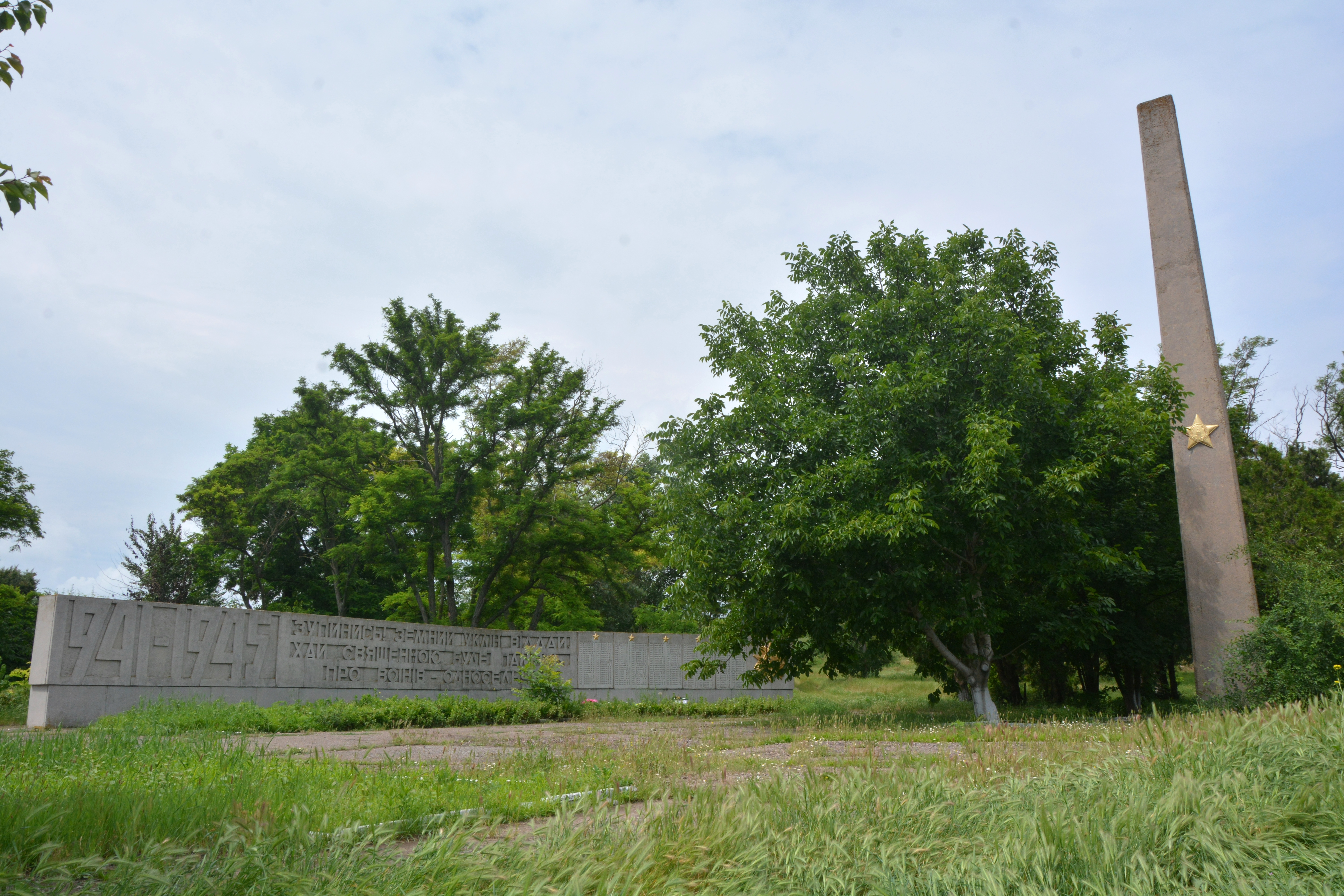
Mémorial de la seconde guerre mondiale, classé
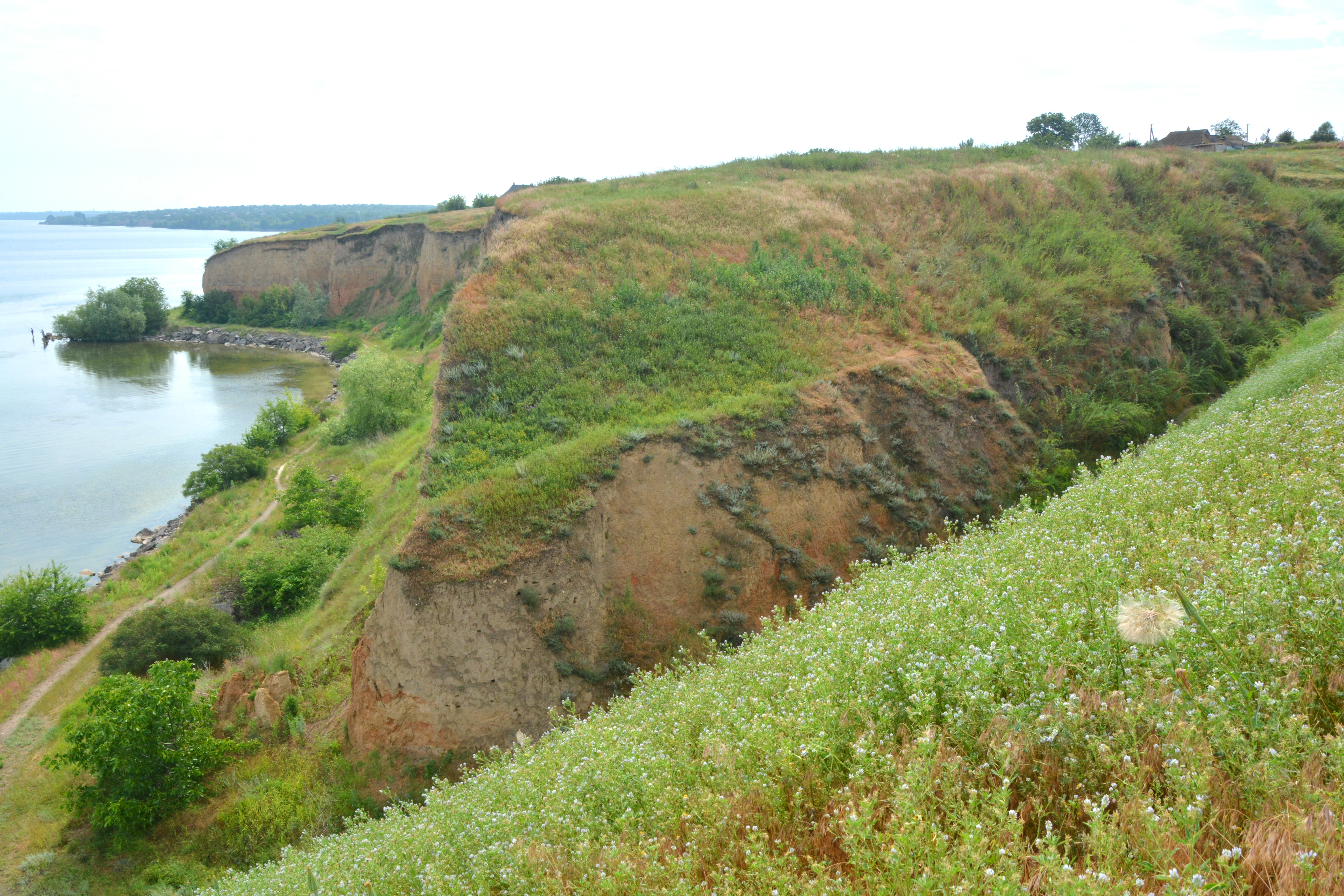
Fort de Lioubymivka, classé

## Économie
L'économie du raïon de Kakhovka repose sur l'agriculture et la transformation des produits agricoles.  

## Découpage administratif
Le raïon de Kakhovka comprend 15 communautés territoriales : trois villes : Nova Kakhovka (45 000 habitants en 2020), Kakhovka (55 000 habitants), Tavriisk (11 000 habitants), six communes urbaines et six communes rurales.

## Historique
Avec la réforme administrative du 18 juillet 2020, le raïon est étendu en fusionnant les raïons et villes voisines.

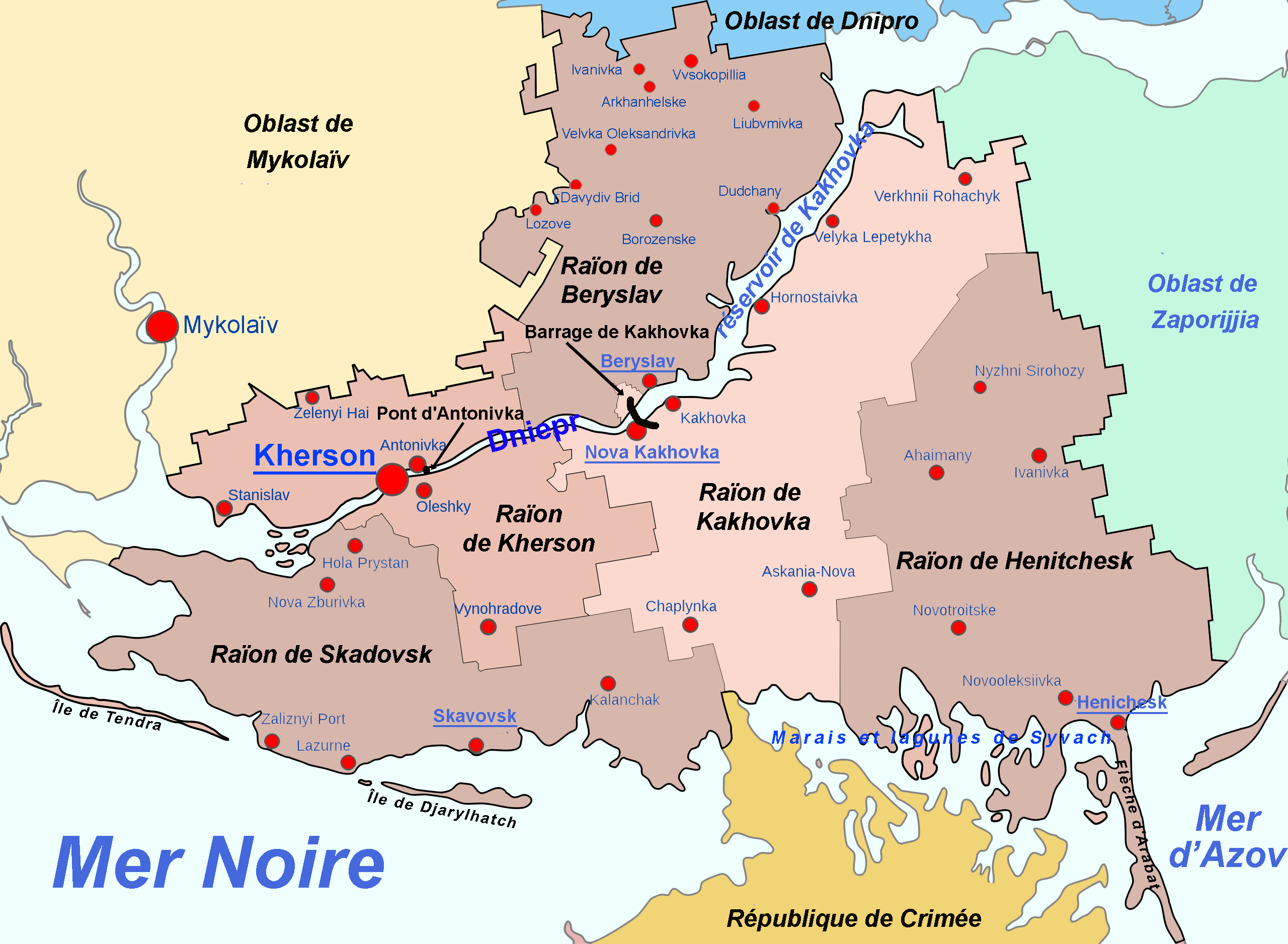
Carte de l'oblast de Kherson avec le découpage en raïons.